# 納普金斯島

納普金斯島（英語：Nupkins Island）是南極洲的島嶼，處於索耶島以西6公里，屬於比斯科群島中皮特群島的一部分，在1957年被繪入阿根廷地圖，現時由南極條約體系管理。